# Thamnomyces chamissonis
Thamnomyces chamissonis är en svampart som beskrevs av Ehrenb. 1820. Thamnomyces chamissonis ingår i släktet Thamnomyces och familjen kolkärnsvampar.   Inga underarter finns listade i Catalogue of Life.